# Borneratura
Borneratura is een geslacht van rechtvleugeligen uit de familie sabelsprinkhanen (Tettigoniidae). De wetenschappelijke naam van dit geslacht is voor het eerst geldig gepubliceerd in 2008 door Gorochov.

## Soorten
Het geslacht Borneratura omvat de volgende soorten:
- Borneratura lobata Gorochov, 2008
- Borneratura modesta Gorochov, 2008
- Borneratura sinuata Gorochov, 2008